# ГЭС Гупитань
ГЭС Гупитань (кит. трад. 构皮滩大坝, упр. 構皮灘大壩, пиньинь Gòupítān Dàbà) — гидроэлектростанция мощностью 3,0 ГВт на реке Уцзян в провинции Гуйчжоу на юго-востоке Китая. Арочная плотина ГЭС оборудована трёхзвенной судопропускной системой с тремя вертикальными судоподъёмниками, двухуровневым акведуком и тоннелем для пропуска судов.

## Гидроэлектростанция
Строительство ГЭС началось в 2003 году, первый генератор был запущен в июне 2009 года и все работы по электростанции были завершены в 2011 году.
Гидроэлектростанция оборудована пятью генераторами по 600 МВт каждый, всего 3000 МВт, проектная выработка — 9,667 млрд. кВт⋅ч. Арочная плотина высотой 223,5 м формирует водохранилище площадью 94,29 км² и объёмом 6,451 км³. Створ плотины находится на участке реки Уцзян с площадью бассейна 43 250 км² и со среднегодовым притоком 717 м³/с, что соответствует обеспеченной мощности электростанции 746 МВт.

## Судоподъёмник
Арочная плотина ГЭС оборудована трёхзвенной судопропускной системой, которая имеет проектную пропускную способность 2,928 млн тонн грузов в год и позволяет пропускать суда водоизмещением до 500 тонн, осуществляя их подъём на высоту 199 м. Строительство системы судоподъёмников велось после завершения строительства электростанции, было завершено в 2021 году, стоимость строительства системы составила 777,51 млн.USD. Состав сооружений системы, в их порядке от нижнего бьефа:
- Вертикальный судоподъёмник с высотой подъёма 72 м, высота может изменяться вместе с уровнем воды нижнего бьефа (до 79 м);
- Бетонный мостовой акведук для прохода судов до судоподъёмника второго уровня;
- Вертикальный судоподъёмник с высотой подъёма 127 м;
- Акведук второго уровня для пропуска судов;
- Тоннель для прохода судов от акведука второго уровня в сторону верхнего бьефа;
- Вертикальный судоподъёмник верхнего бьефа, высота спуска может изменяться вместе с уровнем воды в водохранилище (до 47 м).

Общая длина двух акведуков, судоходного тоннеля и судовых лифтов составляет 2,3 км. В 2023 году судоподъёмник второго уровня с перепадом 127 м является самым высоким в мире.